# Villemoisson-sur-Orge
Villemoisson-sur-Orge ist eine französische Gemeinde mit 7226 Einwohnern (Stand: 1. Januar 2022) im Département Essonne in der Region Île-de-France; sie gehört zum Arrondissement Palaiseau und gehört zum Kanton Sainte-Geneviève-des-Bois. Die Einwohner heißen Villemoissonnais.

## Geographie
Villemoisson-sur-Orge liegt am Orge, einem Zufluss der Seine, in den hier die Yvette mündet.
Umgeben wird Villemoisson-sur-Orge von den Nachbargemeinden Épinay-sur-Orge im Norden und Nordwesten, Savigny-sur-Orge im Nordosten, Morsang-sur-Orge im Osten und Südosten sowie Sainte-Geneviève-des-Bois im Süden und Westen.

## Bevölkerungsentwicklung
| 1962                       | 1968 | 1975 | 1982 | 1990 | 1999 | 2006 | 2011 |
| -------------------------- | ---- | ---- | ---- | ---- | ---- | ---- | ---- |
| 2767                       | 3404 | 4050 | 4104 | 6404 | 6878 | 6878 | 6977 |
| Quellen: Cassini und INSEE |      |      |      |      |      |      |      |

## Sehenswürdigkeiten
- Kirche Saint-Laurent
- Kirche Saint-Joseph
- Castel d’Orgeval, errichtet 1904/05 durch Hector Guimard für Achille Laurent, seit 1975 Monument historique

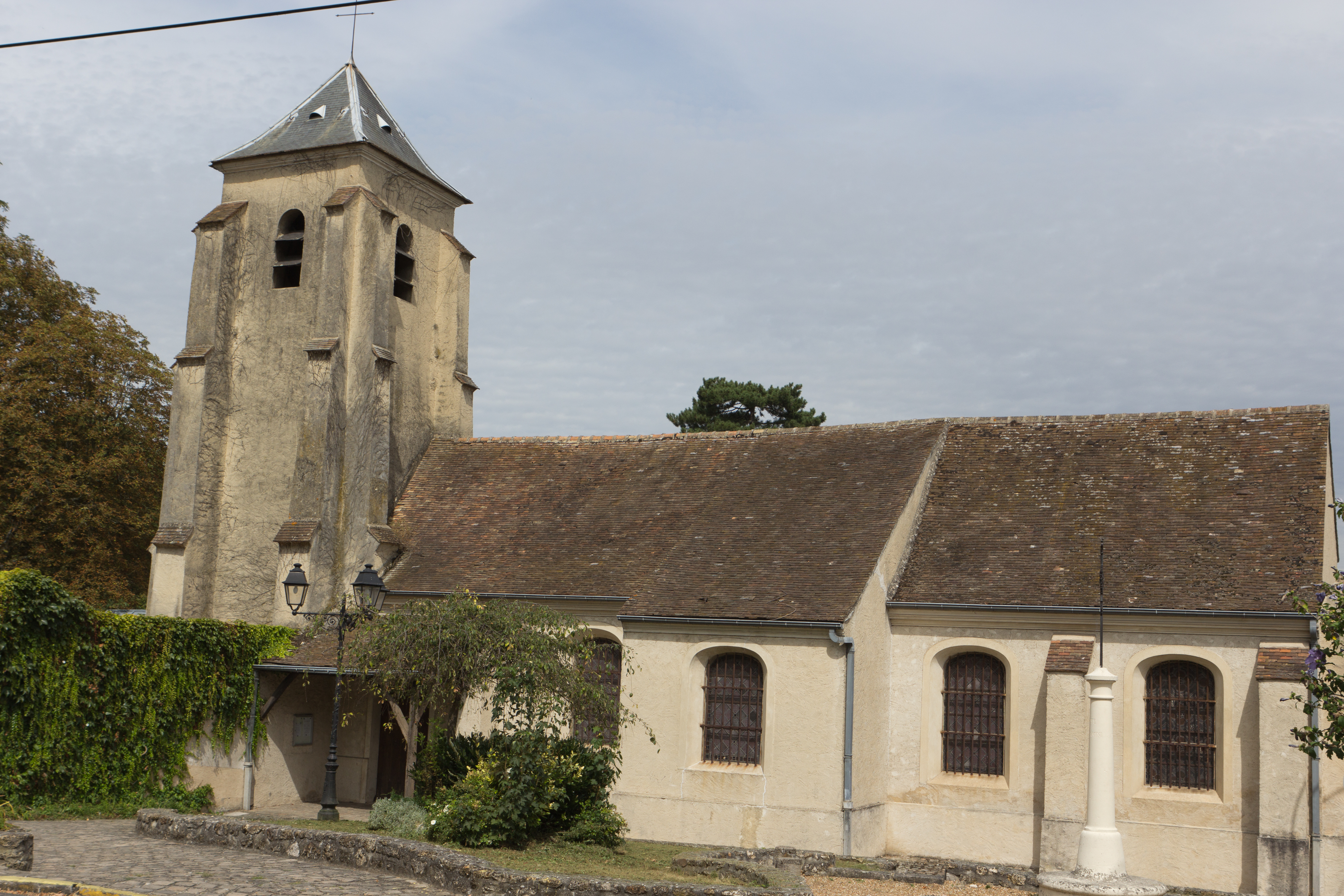
Kirche Saint-Laurent
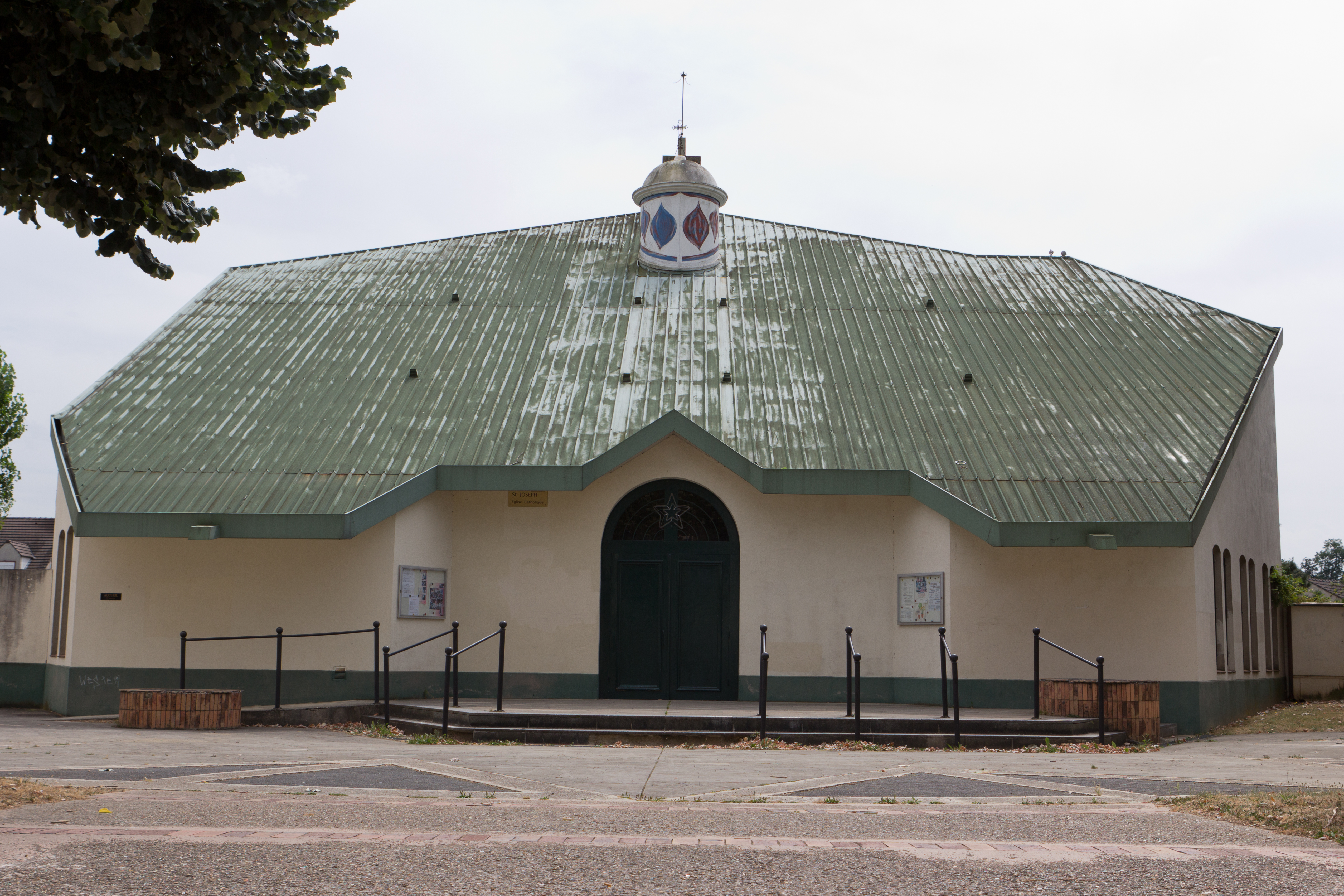
Kirche Saint-Joseph

## Gemeindepartnerschaften
- Saint-Émile, Stadtteil von Québec, Kanada, seit 1993
- Bad Schwartau, Schleswig-Holstein, Deutschland, seit 1995

## Persönlichkeiten
- Elisabeth Pinajeff (1900–1995), Schauspielerin
- Totole Masselier (1925–2013), Jazzmusiker